# Corps Arminia München
Das Corps Arminia ist eine Studentenverbindung im Münchner Senioren-Convent. Sie steht zu Couleur und Mensur. Die Arminianer sind Studenten und Alumni der Ludwig-Maximilians-Universität München, der Technischen Universität München, der Hochschule für angewandte Wissenschaften München oder der Universität der Bundeswehr München. Seit 2015 ist die Arminia auch Traditionsträger des Corps Hercynia München.

## Arminia
Die Farben der Arminia sind grün–gold–weiß mit goldener Perkussion, wobei die Füchse die Farben grün–weiß tragen. Die Studentenmütze ist weiß. Der Wahlspruch der Arminia lautet Treu, Fest, Frei, der Waffenspruch Virtus et Honos! (Tugend und Ehre). Der Zirkel enthält die Buchstaben A.F.C.V. Sie stehen für Arminiae fratrum circulus vivat! (deutsch: „Es lebe der Kreis der Brüder der Arminia!“).

### Geschichte

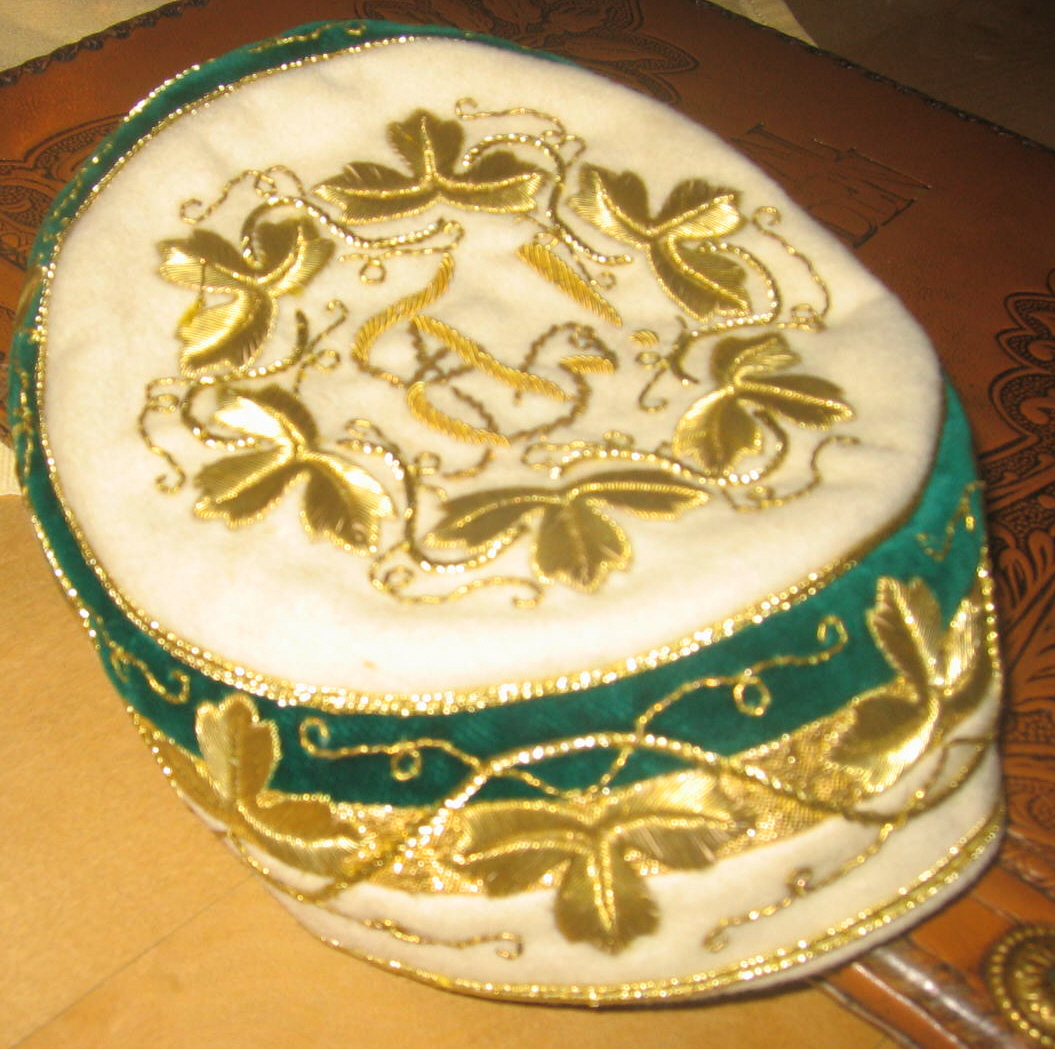
Prunktönnchen der Arminia

Im Jahre 1807 entstand in Aschaffenburg das erste Forstinstitut. In den 1820er Jahren gab es an dieser Hochschule eine sich als „Arminia“ bezeichnende Burschenschaft, welche sich über die Umwege der Verbindung „Sulphuritia“ und der Landsmannschaft „Arminia“ am 4. Januar 1845 als Corps konstituierte. Gemeinsam mit den anderen beiden Aschaffenburger Corps Hubertia und Hercynia bildete die Arminia im Jahre 1856 den Aschaffenburger Senioren-Convent. 1910 wurde die Forstliche Hochschule von Aschaffenburg nach München verlegt. Aus diesem Anlass hat der Aschaffenburger Stadtmagistrat am 31. Juli 1910 zu Ehren der damaligen und der früheren Angehörigen der Forsthochschule ein Gartenfest auf der Kippenburg veranstaltet. Die Aschaffenburger Corps übersiedelten am 31. Juli nach München und wurden im selben Jahr in den Münchner Senioren-Convent aufgenommen.
Im Ersten Weltkrieg ruhte der aktive Corpsbetrieb. 1920 erwarb der Corpshausverein das Anwesen in der Schönfeldstraße, auf dem sechs Jahre später nach An- und Umbaumaßnahmen das Corpshaus eingeweiht wurde.
Unter dem Eindruck der durch die Nationalsozialisten erzwungenen Änderungen der Wesensmerkmale (wie z. B. das Führerprinzip oder die Durchsetzung des Arierparagraphen) löste der Philisterausschuss 1936 das Corps auf. Daraufhin wurde im Corpshaus die Kameradschaft „Paul de Lagarde“ untergebracht, der dank eines bestehenden Mietverhältnisses mit der „Deutschen Jägerschaft“ das Haus nicht übereignet werden musste.  Am 6. Januar 1945, zwei Tage nach dem 100. Stiftungstag, zerstörten Luftangriffe auf München das Haus zu zwei Dritteln.
In der Nachkriegszeit wurde das Haus wiederhergestellt. 1949 verpachtete der Corpshausverein die untere Etage des Nordflügels an die bis heute bestehende Gaststätte „Halali“.
Am 24. Mai 1949 wurde der Corpsbetrieb wieder aufgenommen. Von 1949 bis 1952 beherbergte die Arminia in ihrem Hause die Corps Bavaria, Palatia, Franconia, Ratisbonia, Transrhenania und Rheno-Palatia. 1951 wurde der Münchner Senioren-Convent auf dem Arminianerhaus gegründet.
Am 13. Juni 2015 beschlossen die Gremien des mittlerweile suspendierten (ebenfalls aus Aschaffenburg stammenden) Corps Hercynia und des Corps Arminia, die Verschmelzung zum Corps Arminia. Das Corps tritt seither als Corps Arminia – Traditionsträger des Corps Hercynia auf. Damit entstand eines der mitgliederstärksten Corps mit etwa 350 Mitgliedern. Arminianer können nach den Pflichtpartien noch eine weitere auf das Hercynenband fechten, was bisher (Juni 2022) fünfmal geschehen ist.

### Verhältnisse

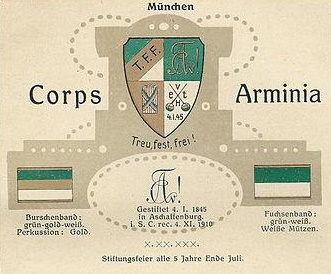
Lebenscorps ohne Freundschaftsverhältnisse

1953 schloss die Arminia mit dem Corps Silvania Tharandt ein Traditionsverhältnis, um das Erbe der Silvania über die Zeit der Deutschen Teilung zu bewahren.

### Arminianer
- Hermann von Fürst (1837–1917), Forstwissenschaftler, Direktor der Forstlichen Hochschule Aschaffenburg
- Max Endres (1860–1940), Forstwissenschaftler, Rektor der Ludwig-Maximilians-Universität
- Lorenz Wappes (1860–1952), Forstwissenschaftler, Ministerialdirektor, Vorsitzender des Deutschen Forstvereins (1919–1933)
- Karl Rebel (1863–1939), Forstbeamter, Referent für Waldbau und Waldeinrichtung im bayerischen Ministerium der Finanzen
- Gustav Adolf Krauß (1888–1968), Forstwissenschaftler
- Josef Fortner (1893–1969), Veterinärmediziner und Hygieniker
- Fritz Nüßlein (1899–1984), Jagd- und Forstwissenschaftler
- Paul Beickert (1912–1999), Professor für Oto-Rhino-Laryngologie
- Alfred Nikolaus Witt (1914–1999), Ordinarius für Orthopädie in München
- Bernd Becker (1940–1994), Forstwissenschaftler, Professor für Dendrochronologie
- Hermann Sand (1940–2014), Buchautor und Heimatforscher
- Josef Hollerith (* 1955), MdB

## Hercynia
Die Verbindung Hercynia wurde am 15. November 1847 an der Aschaffenburger Forstlehranstalt mit unbedingter Satisfaktion gegründet. Sie bildete mit Arminia den Aschaffenburger SC, trat aber am 25. Juni 1849 aus. Sie erklärte sich am 26. Mai 1854 zum Corps und trat dem SC am 1. Februar 1857 wieder bei. Als die Forstliche Hochschule aufgelöst und die Studiengänge nach München verlegt wurden, ging auch Hercynia am 15. Oktober 1910 an die LMU. Sie renoncierte im MSC und wurde am 9. Dezember 1910 recipiert. In der Zeit des Nationalsozialismus am 8. November 1935 suspendiert, rekonstituierte das Corps im Frühjahr 1936 für gut zwei Monate. Ab 1938 betreute sie mit Guestphalia München (WSC) die SC-Kameradschaft „Houston Stewart Chamberlain“. Der Altherrenverein wurde am 15. November 1948 reaktiviert. Frühere Mitglieder der Kameradschaft konnten aufgenommen werden. Als Traditionsträger wurde am 1. März 1949 die Studentenvereinigung Silva gegründet. Ab dem 4. März 1950 hieß der Bund wieder Hercynia.

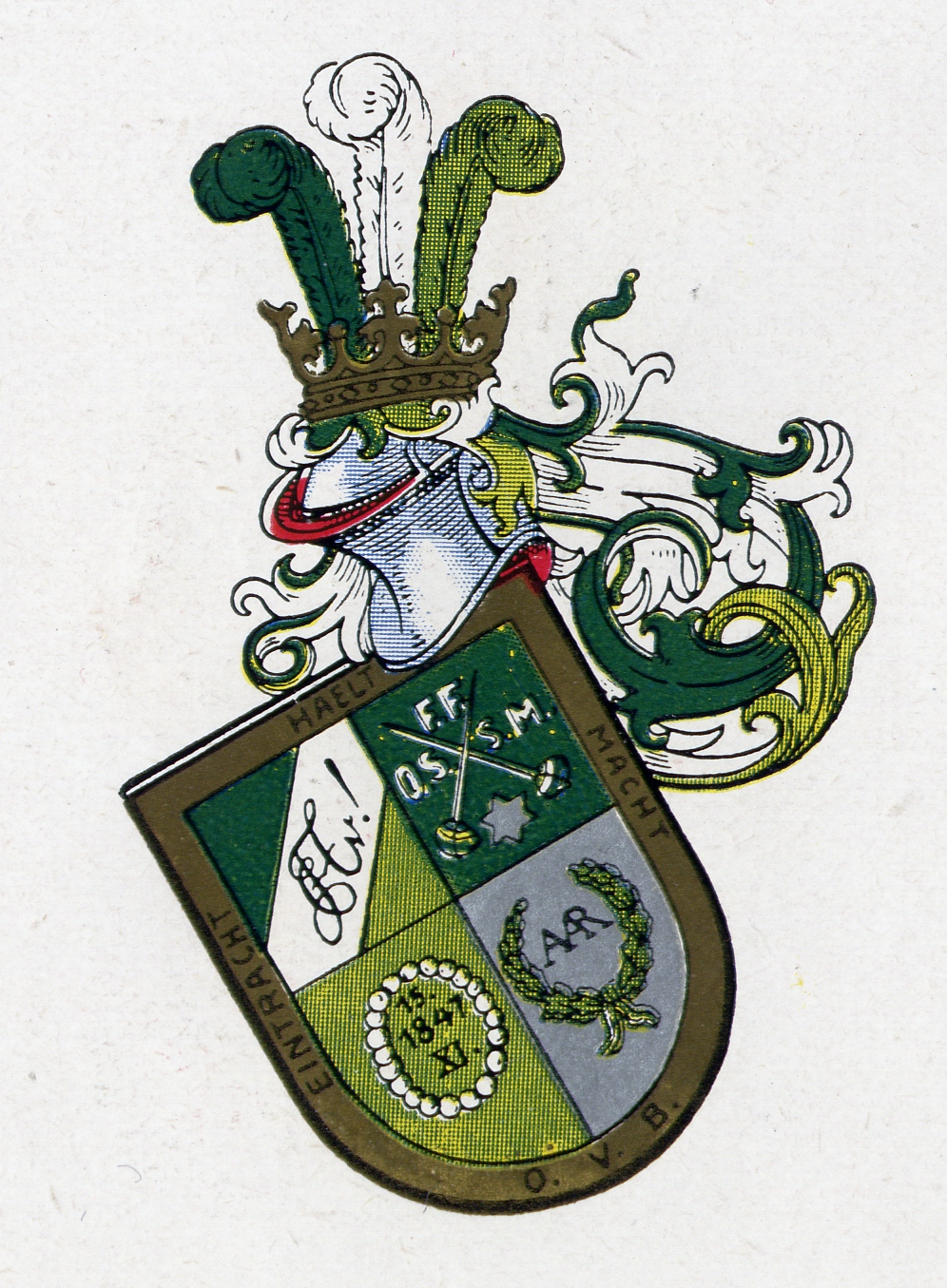
Hercynia

Hercynianer
Fritz Bergmiller (1875–1930), Förster und Jagdschriftsteller
Gerhard Conrad (1895–1982), Generalleutnant
Hanns Dietel (1905–1987), Gynäkologe und Geburtshelfer
Georg Escherich (1870–1941), Förster, Politiker und Forschungsreisender
Valentin Gerlach (1858–1957), Hygieniker und Nahrungsmittelchemiker
Alex Herlein (1875–1954), Manager der Papierindustrie
Wilhelm Kohler (1896–1968), Generalleutnant, Stadtrat in Bayreuth
Hans Küßwetter (1909–1965), Landrat in Dinkelsbühl, Bezirkstagspräsident von Mittelfranken
Dieter Lau (* 1940), Altphilologe und Historiker
Josef Planke (1877–1945), Oberforstmeister
Ernst Rothenbacher (1907–1980), Landrat in Sigmaringen
Konrad Rubner (1886–1974), Forstwissenschaftler
Albrecht Schlee (1910–1990), Landgerichtsdirektor, MdB
Karl Albrecht Schmidt (1898–1972), Bundesrichter
Alexander von Schönborn (1924–2011), Forstbiologe
Klaus Seelemann (1915–1972), Pädiater